# Jules Séjourné
Pour les articles homonymes, voir Séjourné.
Jules Séjourné, né à Saint-Hilaire-de-Briouze le 25 septembre 1851 et mort à Caen le 9 mars 1937, est un homme politique français. Il est maire de Caen du 19 mai 1906 jusqu'au 11 mai 1908.

## Biographie
Il né à Saint-Hilaire-de-Briouze, dans l'Orne, le 25 septembre 1851.
Il est élu de maire de Caen le 19 mai 1906 par la municipalité nationaliste en remplacement d'Adrien Le Page qui a démissionné le 8 mai 1906 après avoir été battu aux élections législatives de 1906 par Henry Chéron, élu sous l'étiquette radicale.
Il s'oppose aux syndicalistes de la ville au sujet des locaux de la bourse du travail.
Aux élections municipales de 1908, sa liste perd contre celle de René Perrotte, soutenu par Henry Chéron,.
Il se présente aux élections législatives de 1910 dans la première circonscription du Calvados pour la ligue de la patrie française contre Henry Chéron. Ce dernier l'emporte largement dans la ville de Caen comme dans les campagnes environnantes,.